# Anne Dickmann
Anne Dickmann (* 12. Februar 1958 in Düsseldorf) ist eine ehemalige deutsche Ruderin. Ihr größter Erfolg war die Silbermedaille im Doppelvierer bei den Weltmeisterschaften 1978.

## Sportliche Karriere
Die 1,69 m große Ruderin startete anfangs für den Neusser Ruderverein und wechselte Anfang der 1980er Jahre zum Kölner Ruderverein von 1877.
Bei den Weltmeisterschaften 1978 auf dem Lake Karapiro in Neuseeland belegten Anne Dickmann, Veronika Walterfang, Petra Finke, Sabine Reuter und Kathrien Plückhahn den zweiten Platz mit 1,42 Sekunden Rückstand auf die Bulgarinnen. 1980 verpassten die Ruderinnen aus der Bundesrepublik Deutschland die Teilnahme an der olympischen Ruderregatta wegen des Olympiaboykotts.
1984 nahm Anne Dickmann mit dem Doppelvierer an den Olympischen Spielen in Los Angeles teil. Anne Dickmann, Regina Kleine-Kuhlmann, Ute Kumitz, Sabine Reuter und Kathrien Plückhahn belegten in ihrem Vorlauf den letzten Platz, qualifizierten sich aber als Zweite des Hoffnungslaufs für das Finale. Im Endlauf belegten sie den vierten Platz mit 0,79 Sekunden Rückstand auf die drittplatzierten Däninnen.

## Deutsche Meisterschaften
Anne Dickmann gewann insgesamt fünf deutsche Meistertitel im Doppelvierer, der bis 1984 mit Steuerfrau ausgetragen wurde.
- 1978 in der Besetzung Anne Dickmann, Veronika Walterfang, Petra Finke, Sabine Reuter und Kathrien Plückhahn
- 1979 in der Besetzung Anne Dickmann, Veronika Walterfang, Petra Finke, Sabine Reuter und Kathrien Plückhahn
- 1980 in der Besetzung Anne Dickmann, Veronika Walterfang, Petra Finke, Sabine Reuter und Kathrien Plückhahn
- 1984 in der Besetzung Anne Dickmann, Regina Kleine-Kuhlmann, Ursula Brauch, Ute Kumitz und Kathrien Plückhahn
- 1985 in der Besetzung Anne Dickmann, Meike Holländer, Uta Kutz und Maria Dürsch

Hinzu kam ein Meistertitel im Doppelzweier.
- 1982 in der Besetzung Anne Dickmann und Bärbel Reichmann